# 韋恩鎮區 (堪薩斯州愛德華茲縣)
韋恩鎮區（英語：Wayne Township）為美國堪薩斯州愛德華茲縣轄下的鎮區。2010年美国人口普查中此鎮區人口有558人。

## 地理
韋恩鎮區涵蓋總面積為132.0平方（50.97平方英里），其中陸地面積為132.0平方（50.97平方英里），水域面積為0平方（0.00平方英里）或0.00%。海拔高度652（2,139英尺）。

## 人口統計
根據2010年美國人口普查，韋恩鎮區人口有558人，其中男性有293人，女性有265人，人口密度為每平方公里4.23人，住房計267戶。鎮區內的白人有438人，非裔美國人有6人，美洲原住民有6人，亞裔美國人有0人，太平洋島裔美國人有0人，其他種族有104人，混血種族則有4人。此外鎮區內有198人為西班牙裔或拉丁裔美國人。此鎮區之年齡中位數為43.5歲，而男性年齡中位數為40.9歲，女性年齡中位數為44.4歲。

## 交通

### 主要公路
- 50號美國國道